# Henrik Schauman
Georg August Henrik Schauman, född 7 augusti 1916 i Helsingfors, död där 20 oktober 1996, var en finländsk biblioteksman. 
Schauman, som var son till överbibliotekarie Georg Schauman och Agnes Aline Sofie de la Chapelle, blev student 1936, filosofie kandidat 1943 och filosofie licentiat 1959. Han var amanuens vid Helsingfors universitetsbibliotek 1943–1950, bibliotekarie vid statsvetenskapliga seminariebiblioteket 1950–1956 och överbibliotekarie vid Riksdagsbiblioteket 1957–1979. Han tilldelades professors titel 1977 och blev politices hedersdoktor 1978.